# Hertha Berlin
Hertha Berliner Sport-Club von 1892 (cunoscut ca Hertha BSC) este un club de fotbal din Germania. Echipa a fost fondată în 1892, cu numele de BFC Hertha 92. Numele Hertha provine de la Nerthus, zeița fertilității la germani. Clubul a avut o ascensiune rapidă și în 1905 a câștigat prima oară campionatul Berlinului. În 1920 a fuzionat cu echipa Berliner Sport-Club. Între anii 1926 și 1931 s-a calificat de șase ori consecutiv în finala campionatului german, însă a câștigat competiția doar de două ori, în 1930 și 1931. Hertha își crease o echipă puternică în perioada interberlică fiind al doilea club ca valoare din toată Germania.
În anul 1933, campionatul a fost împărțit în șaisprezece divizii după regiune, iar Hertha BSC a fost repartizată în Gauliga Berlin-Brandenburg. Clubul și-a continuat și aici performanțele, terminând de fiecare dată în prima jumătate a clasamentului, iar în 1935, 1937 și 1944 a cucerit liga națională.
După al doilea război mondial, trupele aliaților au desființat mai multe organizații germane, printre care și cluburi de fotbal. Hertha se număra printre acestea, și clubul a fost reînființat în 1945 cu numele de SG Gesundbrunnen, participând în campionatul Oberliga Berlin - Grupa C. Perioadele următoare au însemnat dispariția unor ligi locale, mutarea echipei în Germania de Est și în alte campionate Berlineze, până în 1963, când s-a constituit Bundesliga.
De atunci, Hertha a revenit în divizia profesionistă, dar chiar când clubul era în zona retrogradării, echipa a fost din nou desființată pentru a opri fotbalul în Berlin, și a se ridica Zidul Berlinului. Acest lucru a provocat o criză în Bundesliga, și echipa a reapărut peste alți câțiva ani de non-existență. Hertha BSC a mai obținut după aceea mai multe titluri în Germania, și chiar o primă apariție în semifinalele Cupei UEFA, în anul 1979. De-a lungul timpului, clubul a suferit multe crize financiare și retrogradări din cauza acestora. Hertha BSC a ajuns iarăși în Bundesliga numai în anii 1990 și 2000.

## Palmares
- Campionatul Germaniei: 
  - Campioană: 1930, 1931
  - Vicecampioană: 1926, 1927, 1928, 1929, 1975
- Cupa Germaniei:
  - Finalistă: 1977, 1979, 1993 (Hertha II)
- Cupa Intertoto:
  - Câștigătoare:  1971, 1973, 1976, 1978, 2006
- Cupa UEFA
  - Semifinalistă: 1979

## Lotul din 2021
La 31 august 2021. 
| Nr. |               | Poziție | Jucător                     |
| --- | ------------- | ------- | --------------------------- |
| 1   | Germania      | P       | Alexander Schwolow          |
| 2   | Slovacia      | F       | Peter Pekarík               |
| 4   | Belgia        | F       | Dedryck Boyata (căpitan)    |
| 5   | Germania      | F       | Niklas Stark (vice-căpitan) |
| 6   | Cehia         | M       | Vladimír Darida             |
| 7   | Germania      | A       | Davie Selke                 |
| 8   | Germania      | M       | Suat Serdar                 |
| 9   | Polonia       | A       | Krzysztof Piątek            |
| 10  | Țările de Jos | M       | Jurgen Ekkelenkamp          |
| 11  | Franța        | A       | Myziane Maolida             |
| 12  | Germania      | P       | Nils Körber                 |
| 13  | Germania      | F       | Lukas Klünter               |
| 14  | Algeria       | A       | Ishak Belfodil              |
| 16  | Țările de Jos | M       | Javairô Dilrosun            |
| 17  | Germania      | F       | Maximilian Mittelstädt      |
| 18  | Argentina     | M       | Santiago Ascacíbar          |
| 19  | Muntenegru    | A       | Stevan Jovetić              |

| Nr. |               | Poziție | Jucător              |
| --- | ------------- | ------- | -------------------- |
| 21  | Germania      | F       | Marvin Plattenhardt  |
| 22  | Norvegia      | P       | Rune Jarstein        |
| 23  | Germania      | A       | Marco Richter        |
| 25  | Germania      | F       | Jordan Torunarigha   |
| 27  | Ghana         | M       | Kevin-Prince Boateng |
| 29  | Franța        | M       | Lucas Tousart        |
| 30  | Polonia       | A       | Dennis Jastrzembski  |
| 31  | Germania      | F       | Márton Dárdai        |
| 32  | Danemarca     | P       | Oliver Christensen   |
| 33  | Țările de Jos | A       | Daishawn Redan       |
| 35  | Germania      | A       | Marten Winkler       |
| 36  | Elveția       | A       | Ruwen Werthmüller    |
| 39  | Germania      | M       | Julian Albrecht      |
| 40  | Germania      | M       | Jonas Michelbrink    |
| 41  | Germania      | M       | Jonas Dirkner        |
| 42  | Țările de Jos | F       | Deyovaisio Zeefuik   |